# Tour de Berlim
O Tour de Berlim é uma corrida de estrada por etapas que se disputa no estado de Berlim, na Alemanha.
Criada em 1953 denominada Berliner Etappenfahrt até 2000. Desde a criação dos Circuitos Continentais da UCI em 2005, é parte do UCI Europe Tour, na categoria 2.2U (última categoria de profissionalismo, limitada a ciclistas sub-23).

## Palmarés

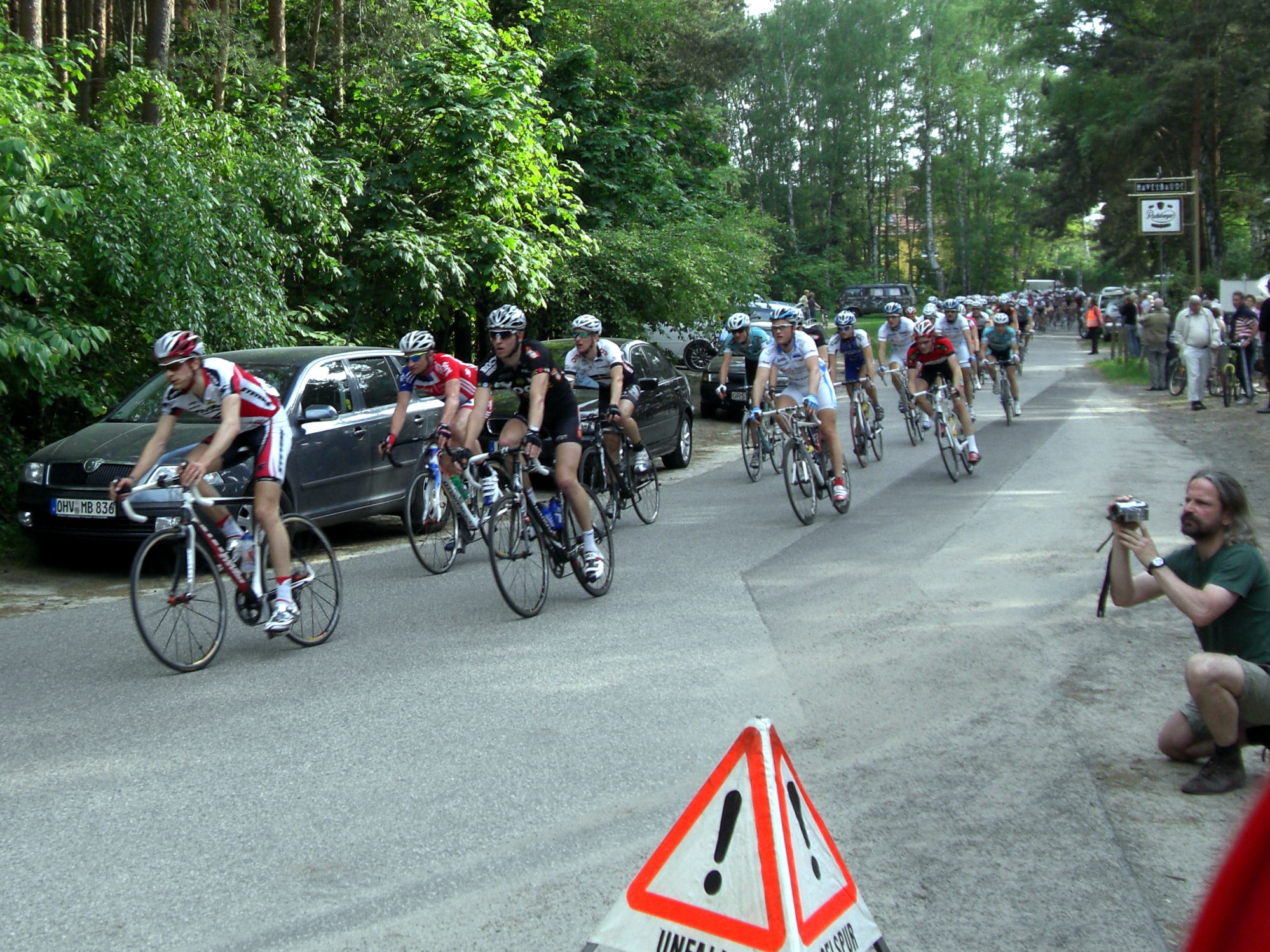
Tour de Berlim em 2010.

| Ano                   | Vencedor               | Segundo                | Terceiro               |
| Berliner Etappenfahrt | Berliner Etappenfahrt  | Berliner Etappenfahrt  | Berliner Etappenfahrt  |
| --------------------- | ---------------------- | ---------------------- | ---------------------- |
| 1953                  | Willy Irrgang          | Yngve Lundh            | Albert Mussfeld        |
| 1954                  | Wolfgang Grupe         | Willy Irrgang          | Heinz Moltje           |
| 1955                  | Paul Maue              | Edi Ziegler            | Willy Irrgang          |
| 1956                  | Herbert Dahlbom        | Edi Ziegler            | Jos Hoevenaers         |
| 1957                  | Frans Aerenhouts       | Hans Matern            | Eligiusz Grabowski     |
| 1958                  | Emile Daems            | Albert Debremaeker     | Otto Altweck           |
| 1959                  | Hugo Verlinden         | Hans Schleuniger       | Horst Schellhammer     |
| 1960                  | Dieter Puschel         | Marcel Van Den Bogaert | Heinz Barth            |
| 1961                  | Roger de Breuker       | Karl Raab              | Cees Dieperink         |
| 1962                  | Georges Vandenberghe   | Owe Adamsson           | Burkhard Ebert         |
| 1963                  | Heinz Rüschoff         | Hans Furian            | Siegfried Koch         |
| 1964                  | Paul Horn              | Peter Glemser          | Roger Swerts           |
| 1965                  | Lutz Löschke           | Ortwin Czarnowski      | André Rosseel          |
| 1966                  | Burkhard Ebert         | Manfred Mücke          | Ludwig Troche          |
| 1967                  | Burkhard Ebert         | Gösta Pettersson       | Manfred Mücke          |
| 1968                  | Ortwin Czarnowski      | Burkhard Ebert         | Mogens Frey            |
| 1969                  | Burkhard Ebert         | Klaus Simon            | Hanno Podbielski       |
| 1970                  | Verner Blaudzun        | Bill Sejer Nielsen     | Sven-Åke Nilsson       |
| 1971                  | Burkhard Ebert         | Jørgen Emil Hansen     | Magne Orre             |
| 1972                  | Erwin Tischler         | Leif Hansson           | Sven-Åke Nilsson       |
| 1973                  | Andreas Troche         | Burckhard Bremer       | Erwin Derlick          |
| 1974                  | Thorleif Andresen      | Wilfried Trott         | Tom Martin Biseth      |
| 1975                  | Jürgen Kraft           | Harry Hannus           | Rainer Podlesch        |
| 1976                  | Hans Michalsky         | Hans Aemisegger        | Rudy Pevenage          |
| 1977                  | Rainer Podlesch        | Olaf Paltian           | Harry Hannus           |
| 1978                  | Volker Kasun           | Henning Jørgensen      | Wim van Steenis        |
| 1979                  | Morten Sæther          | Dag Erik Pedersen      | Ole Kristian Silseth   |
| 1980                  | Harry Hannus           | Olaf Paltian           | Peter Becker           |
| 1981                  | Michael Marx           | Peter Becker           | Sixten Wackström       |
| 1982                  | Peter Becker           | Rainer Podlesch        | Frank Plambeck         |
| 1983                  | Morten Sæther          | Kari Myyryläinen       | Laurent Vial           |
| 1984                  | Kim Eriksen            | John Carlsen           | Jesper Skibby          |
| 1985                  | Jeff Pierce            | Roy Knickman           | Marek Kuleszak         |
| 1986                  | Remig Stumpf           | Kari Myyryläinen       | Hartmut Bölts          |
| 1987                  | Roland Günther         | Frank Plambeck         | Peter Meinert Nielsen  |
| 1988                  | Eric Cent              | Frank Plambeck         | Thomas Dürst           |
| 1989                  | Giovanni Lombardi      | Sigi Hobel             | Ed Kaczmarczyk         |
| 1990                  | Leo Peelen             | Giovanni Lombardi      | Rolf Aldag             |
| 1991                  | Steffen Wesemann       | Dan Frost              | Jan Bo Petersen        |
| 1992                  | Jan Bo Petersen        | Pavel Padrnos          | Uwe Berndt             |
| 1993                  | Ralf Schmidt           | Torsten Schmidt        | Glenn Magnusson        |
| 1994                  | Remigius Lupeikis      | Andreas Bach           | Ralf Koldewitz         |
| 1995                  | Jan Bo Petersen        | Ralf Koldewitz         | Andreas Walzer         |
| 1996                  | Guido Fulst            | André Kalfack          | Robert Bartko          |
| 1997                  | Jan Karlsson           | Sven Steiner           | Tayeb Braikia          |
| 1998                  | Giorgio Bosisio        | Stan Marschinke        | Enrico Poitschke       |
| 1999                  | Lars Schröder          | Paolo Ardizzi          | Björn Schröder         |
| 2000                  | Bernhard Bocian        | Gregorz Rosolinski     | Zbigniew Wyrzykowski   |
| Tour de Berlim        |                        |                        |                        |
| 2001                  | Andreas Günther        | Markus Fothen          | Björn Schröder         |
| 2002                  | Devid Garbelli         | Mirco Lorenzetto       | Maurizio Biondo        |
| 2003                  | Andreas Dietziker      | Stanislav Belov        | Christian Knees        |
| 2004                  | Tom Veelers            | Andreas Welsch         | Kasper Klostergaard    |
| 2005                  | Dominique Cornu        | Tiziano Dall'Antonia   | Christoph Meschenmoser |
| 2006                  | Alex Rasmussen         | Mark Cavendish         | Philipp Seubert        |
| 2007                  | Michael Franzl         | Frank Schulz           | Jörg Lehmann           |
| 2008                  | Travis Meyer           | Matthias Brändle       | Matt King              |
| 2009                  | Franz Schiewer         | Tom Relou              | Jakob Steigmiller      |
| 2010                  | Marc Goos              | Johannes Kahra         | Tino Thömel            |
| 2011                  | Jasha Sütterlin        | Thomas Koep            | Erick Rowsell          |
| 2012                  | Nikias Arndt           | Jan-Niklas Droste      | Stefan Poutsma         |
| 2013                  | Mathias Møller Nielsen | Sjors Roosen           | Lasse Norman Hansen    |
| 2014                  | Jochem Hoekstra        | Elmar Reinders         | Nils Politt            |
| 2015                  | Steven Lammertink      | Max Walscheid          | Aime De Gendt          |
| 2016                  | Rémi Cavagna           | Maximilian Schachmann  | Kasper Asgreen         |